# Piero Dallamano
Piero Dallamano (Mantova, 3 giugno 1911 – Siena, 26 agosto 1979) è stato un giornalista, critico musicale e critico letterario italiano.

## Biografia
Figlio e nipote di notai, seguì il percorso familiare laureandosi in giurisprudenza all'Università di Pavia, tuttavia seguendo la sua inclinazione per le materie umanistiche si laureò successivamente in lettere a Bologna. Iniziò la carriera di insegnante presso il liceo classico Virgilio a Mantova. 
Partecipò alla Resistenza e fu esponente importante del CLN mantovano che lo nominò tra i membri di direzione del quotidiano Mantova libera che ritornato all'antica testata Gazzetta di Mantova, fu diretto prima da Vittorio Chesi e poi dallo stesso Piero Dallamano fino al 1948. Della direzione del giornale faceva parte anche Arturo Chiodi, da poco rientrato in  Italia dai campi di internamento svizzeri.  
Dallamano si trasferì a Roma dove fu critico letterario e musicale del giornale Paese Sera, già alla sua nascita del 15 dicembre 1949.
La sua vita si concluse sulla superstrada Firenze-Siena il 26 agosto 1979.
Il materiale accumulato nella vita di Piero Dallamano è stato donato all'Università di Pavia. Il fondo contiene 21 quaderni, 11 bloc-notes, 14 taccuini, vari gruppi di fogli sciolti dss., riproduzioni di quadri, disegni, fotografie e una vasta raccolta di articoli giornalistici di D. I materiali documentano un testo teatrale, poesie, L'Astrologo, La morte nel baule.